# 中井久夫
中井 久夫（なかい ひさお、1934年1月16日 - 2022年8月8日）は、日本の医学者・精神科医。位階は従四位。瑞宝中綬章。文化功労者。専門は、精神病理学・病跡学。神戸大学名誉教授。学位は、医学博士（京都大学・論文博士・1966年）。
統合失調症の治療法研究が専門で、風景構成法の考案、PTSDの研究・紹介など多くの功績がある。詩の翻訳やエッセイでも知られる。筆名に楡林達夫、上原国夫がある。著書に『記憶の肖像』（1992年）、『「昭和」を送る』（2013年）など。

## 来歴
《主な出典：》
- 1934年（昭和09年） - 1月16日、奈良県天理市に生まれる。兵庫県宝塚市・伊丹市で育つ。
- 1946年（昭和21年）3月 - 伊丹市立稲野国民学校卒業。
- 1949年（昭和24年）3月 - 甲南中学校卒業。
- 1952年（昭和27年）
  - 3月 - 甲南高等学校卒業。
  - 4月 - 京都大学法学部入学。後に結核で休学。
- 1955年（昭和30年）4月 - 京都大学医学部へ転部。
- 1959年（昭和34年）
  - 3月 - 京都大学医学部卒業。
  - 4月 - 大阪大学医学部附属病院インターン（1年間）[9]。
- 1960年（昭和35年）
  - 4月 - 京都大学ウイルス研究所（現：京都大学医生物学研究所）助手。上司は川出由己と渡辺格（）[10]。
  - 8月 - 医師免許取得。
- 1964年（昭和39年） - 東京大学伝染病研究所（現：東京大学医科学研究所）第一ウイルス部学術振興会流動研究員。直属の指導者は野島徳吉[11][12][13]。
- 1966年（昭和41年） - 東京大学医学部附属病院分院（小石川分院）神経科研究生。指導教授は笠松章[14][15]。
  - 6月 - 医学博士（京都大学）[5]。
- 1967年（昭和42年） - 医療法人社団青山会（調布市）青木病院常勤医（1972年の春まで）。
- 1971年（昭和46年） - 東京大学医学部附属病院分院助手。後に講師。
  - 4月 - 東京教育大学講師兼任。
- 1975年（昭和50年）4月 - 名古屋市立大学医学部神経精神科助教授。
- 1980年（昭和55年）6月 - 神戸大学医学部精神神経科主任教授[16]。
- 1997年（平成09年）
  - 3月 - 神戸大学退官。後に神戸大学より名誉教授の称号を受称。
  - 4月 - 甲南大学文学部人間科学科教授。
- 2004年（平成16年）
  - 3月 - 甲南大学退職。後に甲南大学より名誉教授の称号を受称。
  - 4月 - 兵庫県こころのケアセンター長（2007年3月まで）[3][17]。
- 2013年（平成25年）
  - 11月 - 文化功労者[4]
  - 12月 - 甲南大学名誉博士の称号を受称[18]。
- 2022年（令和04年） - 8月8日午前11時05分、肺炎のため、兵庫県神戸市内の介護施設で死去[16]。88歳没。死没日付をもって従四位に叙され、瑞宝中綬章を追贈された[19]。

## 人物
笠原嘉、宮本忠雄、木村敏、安永浩らと共に、日本の精神病理学第2世代を代表する人物である。専門は統合失調症の治療法研究。

### 風景構成法
中井が1969年に考案した風景構成法 (英: Landscape Montage Technique) は、心理療法におけるクライエント理解の有力なツールとして、日本で独自に創案・開発されたものである。ロールシャッハテストのような侵襲性が高いものとは異なった視点から、クライエントの現況を推察できる。また中井は精神分析学者のマーガレット・ナウムブルグのなぐり描き法や、英国の児童精神科医であるドナルド・ウィニコットのスクイグルを日本に紹介した。中井自身は1982年に色々な出てくるイメージのいくつかを限界吟味するという相互限界吟味法を創案している。中井が紹介したこれらの手法は日本で独自の発展を見せ、山中康裕によるMSSM法（英: Mutual Scribble Story Making Method）などが生まれる契機を作った。

### 統合失調症
著作集の初期から中期にかけての難解ともいえる統合失調症（精神分裂病）理論は、非常に高い水準に達していると評価されている。また米国の精神科医であるハリー・スタック・サリヴァン（H.S.Sullivan）の統合失調症理論を取り入れ、日本の臨床場面に広く普及・浸透するのに貢献した。「関与しながらの観察（英: participant observation）」等の臨床家に対する箴言はその一端である。

### PTSD
阪神・淡路大震災（1995年）に際して被災者の心のケアにあたったことを契機に、近年では、PTSD（心的外傷後ストレス障害）の研究・紹介を精力的に行っており、米国の精神科医ジュディス・ハーマン (J.L.Herman) の「心的外傷と回復」の翻訳も行っている。中井は「医師が治せる患者は少ない。しかし、看護できない患者はいない」 と、看護師を対象に記した『看護のための精神医学』で述べており、精神科医療に関わる看護師の教育にも尽力している。この本は、看護師のみならず臨床心理士やケースワーカー等の臨床に携わる者にも多くの示唆を与えている。

### 文学
ラテン語や現代ギリシャ語、オランダ語にも通じた語学力を活かし、詩の翻訳やエッセイなどで文筆家としても知られている。中井は、「ポール・ヴァレリーの研究者となるか科学者、医者となるかかなり迷った」と語っている。ギリシャの詩人カヴァフィスの全詩集翻訳により読売文学賞受賞。また歴史（哲学史）にも通暁しており、その一端は代表作『治療文化論』、『西欧精神医学背景史』などでも窺い知ることができる。無類の軍艦好き・船舶好きでもある。子供のころから『ジェーン海軍年鑑』を読んでいたため、昭和9年生まれながらも戦時中の日本軍の戦果発表が誇張されていることに気づいていたと語っている。

## 受賞歴
- 1985年 - 芸術療法学会賞
- 1989年 - 読売文学賞『カヴァフィス全詩集』（翻訳研究賞）[17]
- 1991年 - ギリシャ国文学翻訳賞
- 1996年 - 毎日出版文化賞 『家族の深淵』[16][17]
- 2013年 - 文化功労者（評論・翻訳）[4]。甲南大学名誉博士[18]

## 学会
- 日本精神病理学会名誉会員[21]
- 日本病跡学会名誉会員

## 著書

### 単著
- 『精神科治療の覚書』日本評論社〈からだの科学選書〉、1982、新版2014
- 『分裂病と人類』東京大学出版会〈UP選書〉、1982、新版2013
- 『治療文化論――精神医学的再構築の試み』岩波書店〈同時代ライブラリー〉、1990／岩波現代文庫、2001
- 『記憶の肖像』みすず書房、1992
- 『家族の深淵』みすず書房、1995、新版2025
- 『精神科医がものを書くとき （1・2）』 広英社（丸善販売）、1996
  - 再編版『精神科医がものを書くとき』ちくま学芸文庫、2009
  - 再編版『隣の病い』ちくま学芸文庫、2010
- 『アリアドネからの糸』みすず書房、1997
- 『最終講義――分裂病私見』みすず書房、1998
- 『西欧精神医学背景史』みすず書房〈みすずライブラリー〉、1999、単行版2015
- 『清陰星雨』みすず書房、2002
- 『徴候・記憶・外傷』みすず書房、2004
- 『関与と観察』みすず書房、2005
- 『時のしずく』みすず書房、2005、新版2025
- 『樹をみつめて』みすず書房、2006
- 『こんなとき私はどうしてきたか』医学書院、2007
- 『臨床瑣談』みすず書房、2008
- 『日時計の影』みすず書房、2008
- 『続・臨床瑣談』みすず書房、2009
- 『統合失調症 （1・2）』 みすず書房〈精神医学重要文献シリーズ〉、2010
- 『日本の医者』日本評論社〈こころの科学叢書〉、2010年9月。ISBN 978-4535804241。 [注釈 1]
- 『私の日本語雑記』岩波書店、2010／岩波現代文庫、2022
- 『災害がほんとうに襲った時――阪神淡路大震災50日間の記録』みすず書房、2011
- 『復興の道なかばで――阪神淡路大震災一年の記録』みすず書房、2011
- 『サリヴァン、アメリカの精神科医』みすず書房〈始まりの本〉、2012
- 『「昭和」を送る』みすず書房、2013、新版2025
- 『統合失調症の有為転変』みすず書房、2013
- 『戦争と平和 ある観察』人文書院、2015、増補版2022
- 『いじめのある世界に生きる君たちへ』中央公論新社 2016。画・いわさきちひろ

没後刊行
- 『「精神科治療学」掲載著作集　臨床医の眼差し』星和書店、2022年11月
- 『中井久夫拾遺』高宜良編、金剛出版、2023年8月

### 著作集
- 『中井久夫著作集』〈全6巻・別巻2〉、岩崎学術出版社、1984-1991
  - 1巻・分裂病、2巻・治療、3巻・社会文化、4巻・治療と治療関係、5巻・病者と社会
  - 6巻・個人とその家族、別巻1・風景構成法、別巻2・中井久夫共著論文集 精神医学の臨床
- 『中井久夫コレクション』（全5巻）、ちくま学芸文庫、2011-2013
  - 1.世に棲む患者、2.「つながり」の精神病理、3.「思春期を考える」ことについて
  - 4.「伝える」ことと「伝わる」こと、5.私の「本の世界」
- 『中井久夫集』（全11巻、1964年 - 2012年の論考集成）、みすず書房、2017‐2019

### 共編著
- 『日本の医者』小山仁示共著、三一書房〈三一新書〉、1963 ※楡林達夫名
- 『あなたはどこまで正常か』近藤廉治共著、三一書房〈三一新書〉、1964 ※上原国夫名
- 『病気と人間』小山仁示、金谷嘉郎共著、三一書房〈三一新書〉、1966 ※楡林達夫名
- 『天才の精神病理――科学的創造の秘密』飯田真共著、中央公論社、1972／岩波現代文庫、2001
- 『思春期の精神病理と治療』山中康裕共編、岩崎学術出版社、1978
- 『分裂病の精神病理8』 東京大学出版会、1979
- 『「意地」の心理』佐竹洋人共編、創元社、1987
- 『分裂病の精神病理と治療3』 星和書店、1991
- 『1995年1月・神戸――「阪神大震災」下の精神科医たち』みすず書房、1995
- 『昨日のごとく――災厄の年の記録』村田浩、磯崎新、郭慶華共著、みすず書房、1996
- 『分裂病／強迫症／精神病院 中井久夫共著論集』永安朋子共著、星和書店、2000
- 『分裂病の回復と養生 中井久夫選集』永安朋子共著、星和書店、2000
- 『看護のための精神医学』山口直彦共著、医学書院、2004
- 『統合失調症をたどる　中井久夫と考える患者シリーズ1』ラグーナ出版、2015
- 『統合失調症をほどく　中井久夫と考える患者シリーズ2』ラグーナ出版、2016

### 翻訳
- 『精神療法研究』 ヴァルター・シュルテ（ドイツ語版）、飯田真共訳、医学書院、1969
- 『現代精神医学の概念』 H.S.サリヴァン、山口隆共訳、みすず書房、1976
- 『治療論からみた退行――基底欠損の精神分析』 マイクル・バリント、金剛出版、1978、新装版2017
- 『無意識の発見――力動精神医学発達史（上・下）』 アンリ・エレンベルガー、木村敏共監訳、弘文堂、1980
- 『精神医学の臨床研究』H.S.サリヴァン、共訳、みすず書房、1983、新版2022
- 『現代ギリシャ詩選』 みすず書房、1985
- 『サリヴァンの生涯 1・2』 ヘレン.S.ペリー（wikidata）、今川正樹共訳、みすず書房、1985-1988
- 『精神医学的面接』 H.S.サリヴァン、共訳、みすず書房、1986
- 『野口英世』 イザベル・R.プレセット、枡矢好弘共訳、星和書店、1987
- 『カヴァフィス全詩集』 みすず書房、1988、改訂版1991、新版1997
- 『精神医学は対人関係論である』 H.S.サリヴァン著、共訳、みすず書房、1990
- 『クレクソグラフィー――ロールシャッハの先駆者・ユスティーヌス・ケルナー（英語版）の詩画集』 宮崎忠男共訳、星和書店、1990
- 『スリルと退行』 マイケル・バリント、共訳、岩崎学術出版社、1991
- 『括弧 リッツォス詩集』 ヤニス・リッツォス、みすず書房、1991
- 『分裂病のはじまり』 クラウス･コンラート（英語版、ドイツ語版）、山口直彦・安克昌共訳、岩崎学術出版社、1994
- 『若きパルク・魅惑』 ポール・ヴァレリー、みすず書房、1995、新版2003
- 『分裂病は人間的過程である』 H.S.サリヴァン、共訳、みすず書房、1995
- 『自然の言葉』 ジャン＝マリー・ペルト（英語版）編、松田浩則共訳、紀伊国屋書店、1996
- 『心的外傷と回復』 ジュディス・ハーマン、みすず書房、1996、新版2023
- 『古代ギリシャの言葉』 ジャック・ラカリエール（英語版、フランス語版）編（写真）、紀伊国屋書店、1996
- 『古代ローマの言葉』 ブノワ・デゾンブル（フランス語版）編、松田浩則共訳、紀伊国屋書店、1996
- 『いろいろずきん』 エランベルジェ原作（文・絵）、みすず書房、1999
- 『エランベルジェ著作集　全3巻』 編訳、みすず書房、1999~2000
- 『一次愛と精神分析技法』 マイケル・バリント、森茂起・枡矢和子共訳、みすず書房、1999
- 『多重人格性障害』 F.W.パトナム（英語版）、安克昌・金田弘幸・小林俊三共訳、岩崎学術出版社、2000
- 『PTSDの医療人類学』 アラン・ヤング、共訳、みすず書房、2001
- 『解離――若年期における病理と治療』 フランク・パトナム、みすず書房、2001、新版2024
- 『戦争ストレスと神経症』 エイブラハム・カーディナー（英語版）、加藤寛共訳、みすず書房、2004、新版2024
- 『統合失調症からの回復』 リチャード･ワーナー（wikidata）、西野直樹共訳、岩崎学術出版社、2005
- 『サリヴァンの精神科セミナー』 みすず書房、2006
- 『カヴァフィス 詩と生涯』 ロバート・リデル（英語版）、茂木政敏共訳、みすず書房、2008
- 『ヴァレリー詩集　コロナ／コロニラ』 松田浩則共訳、みすず書房、2010
- 『リッツォス詩選集』 ヤニス・リッツォス、作品社、2014

## 評伝
- 『中井久夫――精神科医のことばと作法』河出書房新社〈KAWADE夢ムック〉、2017年5月、増補新版2022年11月
- 村澤真保呂・村澤和多里『中井久夫との対話　生命、こころ、世界』河出書房新社、2018年8月
- 『現代思想 総特集：中井久夫』2022年12月臨時増刊、青土社
- 斎藤環『集中講義中井久夫　心の病の「豊かさ」を読む』別冊NHK100分de名著、NHK出版、2025年6月